# گالا راک (آرکانزاس)
گالا راک (به انگلیسی: Galla Rock) یک منطقهٔ مسکونی در ایالات متحده آمریکا است که در شهرستان پوپ، آرکانزاس واقع شده‌است. گالا راک ۹۶٫۹۳ متر بالاتر از سطح دریا واقع شده‌است.